# Tatjana Almuli
Tatjana Almuli (Amstelveen, 27 april 1991) is een Nederlandse journaliste en schrijfster. Een van de thema's van haar, deels autobiografische, werk is overgewicht.

## Biografie
Almuli's vader komt uit Brazilië en is van Servische komaf, haar moeder was van Nederlandse komaf. Almuli werd geboren in een Amstelveens ziekenhuis en groeide op op een boerderij in Uithoorn. Toen ze bijna vier jaar oud was namen haar ouders een natuurvoedingswinkel in Amstelveen over. Het gezin trok in de kleine flat boven de winkel. Almuli's vader kon niet aarden in Nederland en vertrok naar het buitenland. Almuli's moeder overleed toen Almuli zestien was, waarna Almuli en haar broertje en zusje ieder in een ander pleeggezin terechtkwamen.
Na de middelbare school studeerde ze Nederlandse taal & cultuur aan de Universiteit van Amsterdam.
Almuli heeft vanaf kinderleeftijd overgewicht. Als kind kreeg ze regelmatig te horen dat ze "iets niet goed" deed en "geen gelukkig en succesvol leven" zou krijgen vanwege haar gewicht. Toen ze twaalf jaar oud was en 120 kilo woog ging ze voor driekwart jaar naar een afvalkliniek. In de kliniek viel ze 30 kilo af. Toen ze 25 jaar oud was werd ontdekt dat haar overgewicht wordt veroorzaakt door een gendefect, het zogeheten MC4-receptordefect. Dit heeft gevolgen voor het Agouti-related peptide, waardoor Almuli een groter hongergevoel heeft en een minder goede stofwisseling. Daarnaast kampt Almuli met een eetstoornis. Ze overwoog een maagverkleining.

## Knap voor een dik meisje
In 2015 deed Almuli mee aan het RTL-programma Obese. Ze woog destijds 160 kilo en viel in tien maanden tijd 56 kilo af. Spijt van haar deelname heeft Almuli niet, maar gelukkiger werd ze er ook niet van. Later noemde ze het programma een 'aanslag op haar lichaam'. Fysiek voelde ze zich lichter, maar het negatieve zelfbeeld bleef aanwezig.
In april 2019 verscheen Almuli's eerste boek Knap voor een dik meisje. Het gewicht van gewicht bij uitgeverij Nijgh & Van Ditmar. Het boek gaat over haar strijd tegen de kilo's, de schaamte voor haar lichaam en het taboe rondom dik zijn. Er staan veel persoonlijke ervaringen in, en Almuli uit ook kritiek op de maatschappij, die niet is ingericht op mensen met overgewicht. Het eenzijdige, stigmatiserende beeld dat over hen bestaat stoort haar en ze wil daarom gewichtsdiscriminatie bespreekbaar maken. Naar eigen zeggen schreef Almuli het boek om in gesprek te kunnen gaan met andere vrouwen met overgewicht.
Naast de paperback en e-book is het boek ook als luisterboek verschenen, ingesproken door Almuli zelf.
Knap voor een dik meisje werd genomineerd voor de Opzij Literatuurprijs 2019.
Drie jaar na het verschijnen van het boek geeft Almuli de voorkeur aan de term 'lichaamsneutraliteit' in plaats van 'body positivity'. Het laatstgenoemde gaat meer over het vieren van het lichaam terwijl het eerstgenoemde gaat over de functionaliteit ervan. Hierover zei ze: "Iedereen heeft een lichaam en dat lichaam doet en kan van alles voor je, hoe je er ook uitziet, en ik probeer daar meer de focus op te leggen." Daarnaast noemt Almuli zichzelf "gewoon dik, maar sommige mensen zien dat als een soort belediging". Zelf vindt ze 'dik' een neutraal woord, in tegenstelling tot 'overgewicht'.

## Ik zal je nooit meer
In het voorjaar van 2021 maakte Almuli bekend dat ze aan haar eerste roman Ik zal je nooit meer werkte. Ze schreef het deels in een zogenaamd schrijvershuis in Amsterdam-Noord en in het tuinhuisje van Jan Wolkers. Het boek verscheen eind januari 2022 en gaat over uitgestelde rouw, de complexiteit van een moeder-dochterband en het verliezen van een ouder op jonge leeftijd. Almuli omschrijft het boek als "een fictief verslag van wat er is gebeurd, maar het is gebaseerd op autobiografische elementen".
Twee jaar lang werkte Almuli aan het boek. Tijdens het schrijfproces kwam ze ook in het rouwproces terecht. Doordat ze vergeten was te rouwen, ontwikkelde Almuli een eetstoornis. Haar emoties werden "niet goed gereguleerd". De verdrietige gevoelens probeerde ze te verdoven door óf veel te eten, óf veel te sporten. Naar eigen zeggen heeft ze nu een sterker vangnet waardoor ze het rouwproces aan durfde te gaan. Hierbij geeft ze overigens de voorkeur aan het woord 'heling' in plaats van 'verwerking', omdat het zachter zou klinken. Ook gelooft ze niet in 'een plek geven', "omdat dat uitgaat van een soort eindigheid".
Tijdens het schrijfproces las Almuli niet alleen haar eigen dagboeken terug, maar ook die van haar moeder. Zodoende ontdekte ze grote familiegeheimen die met haar moeders jeugd te maken hadden. Almuli ervoer het als een worsteling om "de familie te openbaren". De persoonlijke verhalen riepen veel woede op en verlamden haar tijdens het schrijfproces. Ze vroeg zich af "Wie ben ik om dit te openbaren?" en "Wat ga ik al die mensen aandoen?". Ze was veel bezig met de meningen en gevolgen, waardoor ze een aantal maanden niet aan haar roman kon werken. Ook realiseerde ze zich dat ze leed aan een intergenerationeel trauma. Op een gegeven moment voelde ze zich gesterkt en vond ze het belangrijk om het juist te hebben over ongemakkelijke, pijnlijke dingen. "Er is lang genoeg gezwegen", zei ze hierover. "Je kan doen alsof het niet bestaat door het onder het tapijt te vegen, maar dan is het niet weg."
Door dit boek te schrijven, hoopte Almuli te ontdekken wie haar moeder "nou eigenlijk was". Ze leerde haar "als mens" kennen en kreeg een beter beeld van hun onderlinge band en het rouwproces dat volgde op haar moeders vroege overlijden. Door haar moeder "alsnog te leren kennen" lukte het Almuli het rouwproces beter "aan te raken" en kon ze "meer voelen" hoe erg ze haar moeder mist. Naar eigen zeggen zit ze niet langer in een uitgestelde rouw, maar is rouw onderdeel van haar leven geworden.
Op de omslag van Ik zal je nooit meer staat een foto van haar moeder die Almuli als baby vasthoudt.
Oorspronkelijk was Almuli van plan om voor haar roman voor een maand naar de Verenigde Staten te gaan, naar de plek waar haar moeder enige tijd woonde. Door de coronapandemie kwam het er echter niet van. In haar eigen podcast Tussen dertig en doodgaan gaf Almuli aan in juni 2022 deze reis alsnog te ondernemen, ter afronding van het hele project rondom Ik zal je nooit meer.

## Werk
Almuli is als journalist werkzaam voor onder meer Vogue, ELLE, Vice, Cosmopolitan en Women's Health.
In juni 2021 verscheen Zestien, dat Almuli samen met Cathelijne Blok schreef. Deze bundel telt zestien interviews met bekende Nederlanders over hoe het is om zestien te zijn.
Samen met schrijfster en columniste Malou Holshuijsen begon Almuli op 21 februari 2022 met de podcast Tussen dertig en doodgaan. Hierin bespreken de twee vrouwen hoe het leven eruitziet vanaf je dertigste levensjaar en belichten ze de positieve en minder positieve kanten ervan. Het duo zette de eerste weken alleen op maandagochtend een nieuwe aflevering online, maar al snel kwam er een extra aflevering bij: op de donderdagen beantwoorden Almuli en Holshuijsen de zogenoemde 'levensvragen' die luisteraars insturen. Sinds januari 2023 kwam de extra aflevering van donderdag te vervallen.
Vanaf oktober 2023 presenteert Almuli op TikTok en NPO 3 de serie Dikke vette leugens over misinformatie en stigma's rond dik zijn.

## Commotie
In augustus 2022 uitte Almuli kritiek op LINDA. vanwege de cover van de september-editie. Het thema van de editie was 'borsten', en op de cover stonden uitsluitend bekende slanke vrouwen met kleine borsten.
In haar Instagram-stories stelde Almuli: "Veel magazines/platforms maken misschien een paar keer per jaar een diversiteitsnummer waar alle hokjes worden aangekruist. [...] Maar dit zou ieder nummer het geval moeten zijn als je werkelijk, systematisch verandering teweeg wil brengen. Vooral in zo'n groepsportret/reportage is het zó makkelijk om bijvoorbeeld ook dikke vrouwen of vrouwen met hele grote borsten, saggy boobs en vrouwen met een geamputeerde borst te includeren. Gemiste kans, but not surprised." 
Dit leidde tot een levendige discussie in de (sociale) media.

## Trivia
- In 2021 stond Almuli samen met Geraldine Kemper en Tabitha op de maart/april-editie van LINDA. meiden, een tijdschrift waarmee LINDA. zich richt op jonge vrouwen.

## Verder lezen
- Fatshaming
- Body positivity